# Dream Alive
Dream Alive – czwarty album fińskiego zespołu Excalion wydany 7 lipca 2017 roku przez wytwórnię Scarlet Records.

## Lista utworów
Autorem utworów, jeśli nie podano inaczej, są Jarmo Myllyvirta i Tero Vaaja.
1. „Divergent Falling” (Jarmo Myllyvirta / Henri Pirkkalainen / Tero Vaaja ) – 5:18
2. „Centenarian” – 4:27
3. „Marching Masquerade” – 4:39
4. „Amelia” – 5:20
5. „Release the Time” – 5:16
6. „One Man Kingdom” – 4:56
7. „Deadwater Bay” – 5:44
8. „The Firmament” – 4:12
9. „Man Alive” – 3:55
10. „Living Daylights” – 4:54
11. „Portrait on the Wall” – 11:06
  1. Act I: Forlorn Son
  2. Act II: Repentance
  3. Act III: To the New World

## Twórcy
- Marcus Lång – wokal
- Aleksi Hirvonen – gitara
- Jarmo Myllyvirta – keyboard
- Onni „Hot Nutz” Hirvonen – gitara basowa
- Tero Vaaja – gitara basowa, gitara
- Henri Pirkkalainen – perkusja
- Sami Törmi – instrumentacja
- Tuomas Kokko – miksowanie
- Brett Caldas-Lima – mastering
- Piotr Szafraniec – projekt okładki
- Juhamatti Vahdersalo – zdjęcia